# 1938年3月13日記念メダル

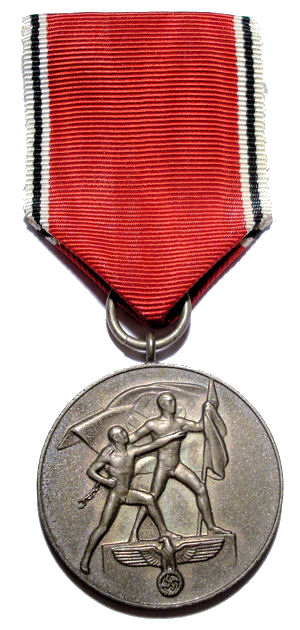
表面

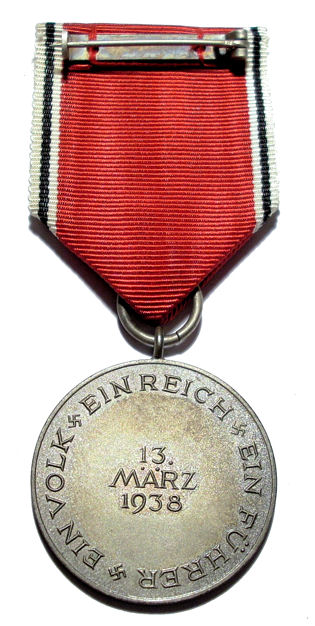
裏面

1938年3月13日記念メダル（Medaille zur Erinnerung an den 13. März 1938） は、ナチス・ドイツの制定した記念章。アンシュルス（オーストリア併合）を記念して制定された。

## 概要
ナチス・ドイツ総統アドルフ・ヒトラーは自身の故国であり、同じドイツ民族の国家であるオーストリアをドイツに併合することをずっと願っていた。そして1938年3月13日にとうとうアンシュルスにこぎつけたのである。これはヒトラーの最初の対外進出政策の成功でもあった。ヒトラーはこれを記念するために1938年5月1日にこのメダルを制定した。
アンシュルスの際に功績のあった者を対象とした。オーストリアナチ党員を中心にナチ党員でなくてもアンシュルスに功績があると認められたオーストリア人に授与された。さらにオーストリアへの行進に従軍したドイツ軍人、親衛隊員、警察官などに対しても授与された。このメダルは1940年12月13日まで授与が行われ続け、最終的に31万8689名が授与された。
メダルはリヒャルト・クライン教授によってデザインされた。表面にはナチスの舞台に乗る二人の男性が描かれている。乗り掛けている男性の右手には壊れた鎖が付いている。この男性はオーストリア人を象徴しており、オーストリアという呪縛から離れてドイツと一体となろうという姿が描かれている。裏面の中央にアンシュルスの日である「13. März 1938」（1938年3月13日）の日付けが入っている。そしてその周りを"Ein Volk, Ein Reich, Ein Führer" （一つの民族、一つの国家、一人の指導者）の文字が取り囲んでいる。

## 主な受章者
- ヴィルヘルム・カイテル、陸軍元帥。国防軍最高司令部総長。
- エアハルト・ミルヒ、空軍元帥。
- ハインリヒ・ヒムラー、親衛隊全国指導者。
- ラインハルト・ハイドリヒ、親衛隊大将。国家保安本部長官。
- クルト・ダリューゲ、親衛隊上級大将。秩序警察長官。
- ヨーゼフ・ディートリヒ、親衛隊上級大将。LAH司令官。
- カール・ヘルマン・フランク、親衛隊大将。ベーメン・メーレン保護領担当相
- ヘルベルト・オットー・ギレ、武装親衛隊大将。
- ヘルマン・フェーゲライン、武装親衛隊中将。